# Verska svoboda
Vérska svobôda ali svoboda verovanja je družbeno načelo, ki zagovarja svobodo posameznika ali skupnosti, da goji prepričanja in opravlja dejanj v okviru kakega sistema verovanj, samostojno izven ustaljenega verskega sistema ali kot ateist.
Verska svoboda je ena izmed osnovnih človekovih pravic.
Verska svoboda ne zajema le pravice do verovanja in zasebnih religijskih dejan (zapovedi, prepovedi, obredov) ampak tudi pravico javnega izražanja verske pripadnosti, možnost ustanavljanja verskih združenj in udeleževanja verskih obredov ter izgradnje zgradb namenjenih obredom ali poučevanju. 
Pravila in zakoni, ki v mnogih skupnosti prepovedujejo izpovedovanja vere, stike (intimne oziroma poroke) med pripadniki različnih verskih skupnosti ter prepovedujejo spremembo pripadnosti ali izstop iz verske skupnosti (apostazijo) predstavljajo zanikanje verske svobode. Načelo verske svobode vsebuje splošna deklaracija o človekovih pravicah Združenih narodov, ki pa nima neposrednega pravnega učinka.
Evropska konvencija o človekovih pravicah je za podpisnice pravno obvezujoča ter je kršitve možno izterjati na Evropskem sodišču za človekove pravice. V 9. členu konvencije, ki se nanaša na svobodo mišljenja, vesti in vere, ima vsakdo pravico do svobode misli, vesti in veroizpovedi. Ta pravica vključuje svobodo spremembe vere ali prepričanja ter svobodo, da človek bodisi sam ali skupaj z drugimi ter zasebno ali javno izraža svojo vero ali prepričanje v bogoslužju, pouku, praksi ali verskih obredih. Svoboda izpovedovanja vere ali prepričanja se sme omejiti samo v primerih, ki jih določa zakon, in če je to nujno v demokratični družbi zaradi javne varnosti, za zaščito javnega reda, zdravja ali morale ali zaradi varstva pravic in svoboščin drugih ljudi.  

## Ustava in Zakon o verski svobodi RS
Ustava RS v 5. členu določa, da država varuje človekove pravice in temeljne svoboščine, kar implicitno vključuje tudi versko svobodo. 7. členu ustava določa razmerje med verskimi skupnostmi in državo: »Država in verske skupnosti so ločene. Verske skupnosti so enakopravne; njihovo delovanje je svobodno«.
Podrobno ureja vprašanje uresničevanje verske svobode zakon o verski svobodi. Zakon je bil sprejet leta 2007 pod znatnim vplivom največje verske skupnosti, RKC (»Šturmov zakon«), in z ozirom na konkordat med RS in Svetim sedežm .
Na osnovi odločbe Ustavnega sodišča je bil Zakon o verski svobodi leta 2013 spremenjen v točkah, kjer je prvotni Šturmov zakon določal restriktivne pogoje za vpis v register verskih skupnosti. Zakon o spremembi ...  določa, da za registracijo zadošča 10 članov, brez roka predhodnega delovanja verske skupnosti v Sloveniji.